# Ulrich z Eyczingu
Ulrich či Oldřich z Eyczingu (ve starší literatuře uváděn též jako Oldřich Eicinger z Eicingu, kolem 1395? – 20. listopadu 1460 Schrattenthal) byl šlechtic z hornorakouského rodu pánů z Eyczingu (Eitzingu), který se zapletl do mocenských střetů po smrti vévody Albrechta II. Habsburského. Díky svým schopnostem, bezohlednosti a demagogickému nadání dosáhl značného vlivu v politickém dění a později byl nazván démonem Rakouska.

## Život
Ulrich byl synem Göriga z Eyczingu, jeho sourozenci byli Oswald, Štěpán a Alžběta. Dominium Eyczingů se ve středověku rozprostíralo na území dnešních spolkových zemí Bavorsko, Dolní a Horní Rakousy. Dětství prožil na dvoře Arnošta Habsburského a později se dostal do služeb rakouského vévody a pozdějšího císaře Albrechta II. Habsburského. Na sklonku 20. let a na počátku 30. let 15. století se vyznamenal v bojích proti husitům. Roku 1430 je doložen jako poručík v Dürnsteinu a o tři roky později jako hejtman ve Znojmě a Eggenburgu. 4. dubna 1434 získal Schrattenthal na pomezí Weinviertelu a Waldviertelu. Z dosud nevyýznamného Schrattenthalu vybudoval své správní centrum s vodním hradem, jehož stavba byla schválena na basilejském koncilu a v následujícím roce se stal jeho hlavním sídlem. Oldřich významně rozšířil svůj majetek dalšími nákupy (např. pohraničního hradu Kaja na území mezi Dunajem a Moravou.
Mezi léty 1437–1440 zastával u Albrechta II. pozici mincmistra (Hubmeister). Po jeho smrti údajně spolu s Kašparem Šlikem zfalšoval jeho závěť. Stal se podporovatelem královny-vdovy Alžběty Lucemburské, která usilovala o následnictví svého syna Ladislava Pohrobka. 22. února 1439 byl společně s bratry povýšen do stavu svobodných pánů. Následně (přibližně do roku 1446) byl ve službách krále a budoucího císaře Fridricha III. Habsburského. V roce 1445 obdržel právo červené pečeti.
14. října 1451 byla pod vedením Ulricha z Eyczingu a jeho bratra založena Mailberská jednota, spojenectví kvůli propuštění Ladislava Pohrobka, který byl v poručnictví Fridricha III.; smlouvu pečetilo přes 250 účastníků. Na zemském sněmu nechal Oldřich vystoupit Ladislavovu starší sestru Alžbětu ve skromných šatech, plačící nad špatným zacházením ze strany císaře a prosící stavy o pomoc.  V letech 1453–1455 byl členem Pohrobkovy regentské rady. Dostával se do konfliktů s  hrabětem Oldřichem II. Celjským, který ho na čas zbavil moci, ale podařilo se k moci opět vrátit.
Po smrti Ladislava Pohrobka byl 23. prosince 1457 jmenován zemským správcem, což následně potvrdil v lednu 1458 na vídeňský zemský sněm. Stál ve spojeneckém svazku s Jiřím z Poděbrad a Jánosem Hunyadim. Jelikož ve nástupnických sporech v Rakouském vévodství podporoval tehdejšího císaře, byl 5. března 1458 zajat arcivévodou Albrechtem VI. Habsburským. Po císařově intervenci byl propuštěn na své panství Schrattenthal a krátce před svou smrtí se neúspěšně pokusil o sestavení stavovské opozice proti císařské lenní politice.
Ulrich z Eyczingu pravděpodobně zemřel při morové epidemii. Pochován je ve farním kostele ve Schrattenthalu.